# تاریخ پرستاری

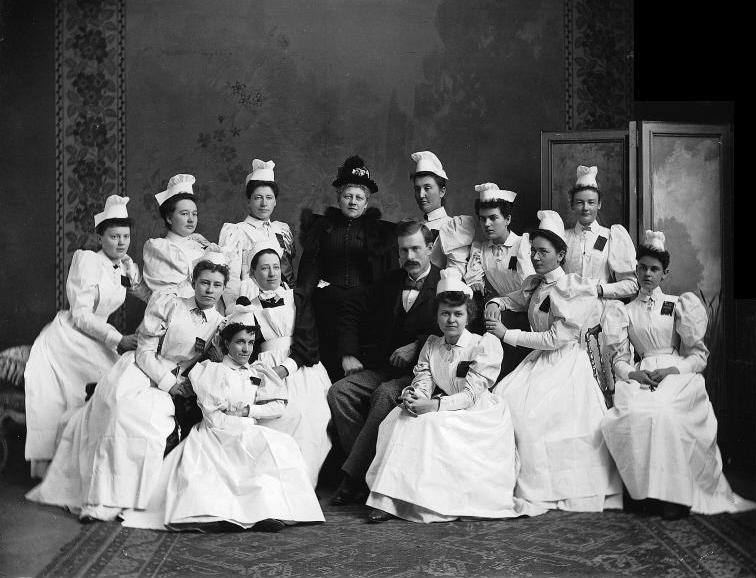
گروهی از پرستاران در یکی از بیمارستانهای عمومی مونترال کانادا ۱۸۹۴

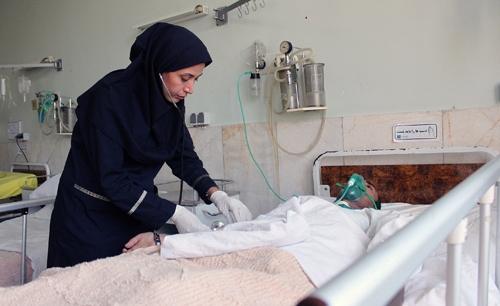
پرستار ایرانی در حال انجام کار

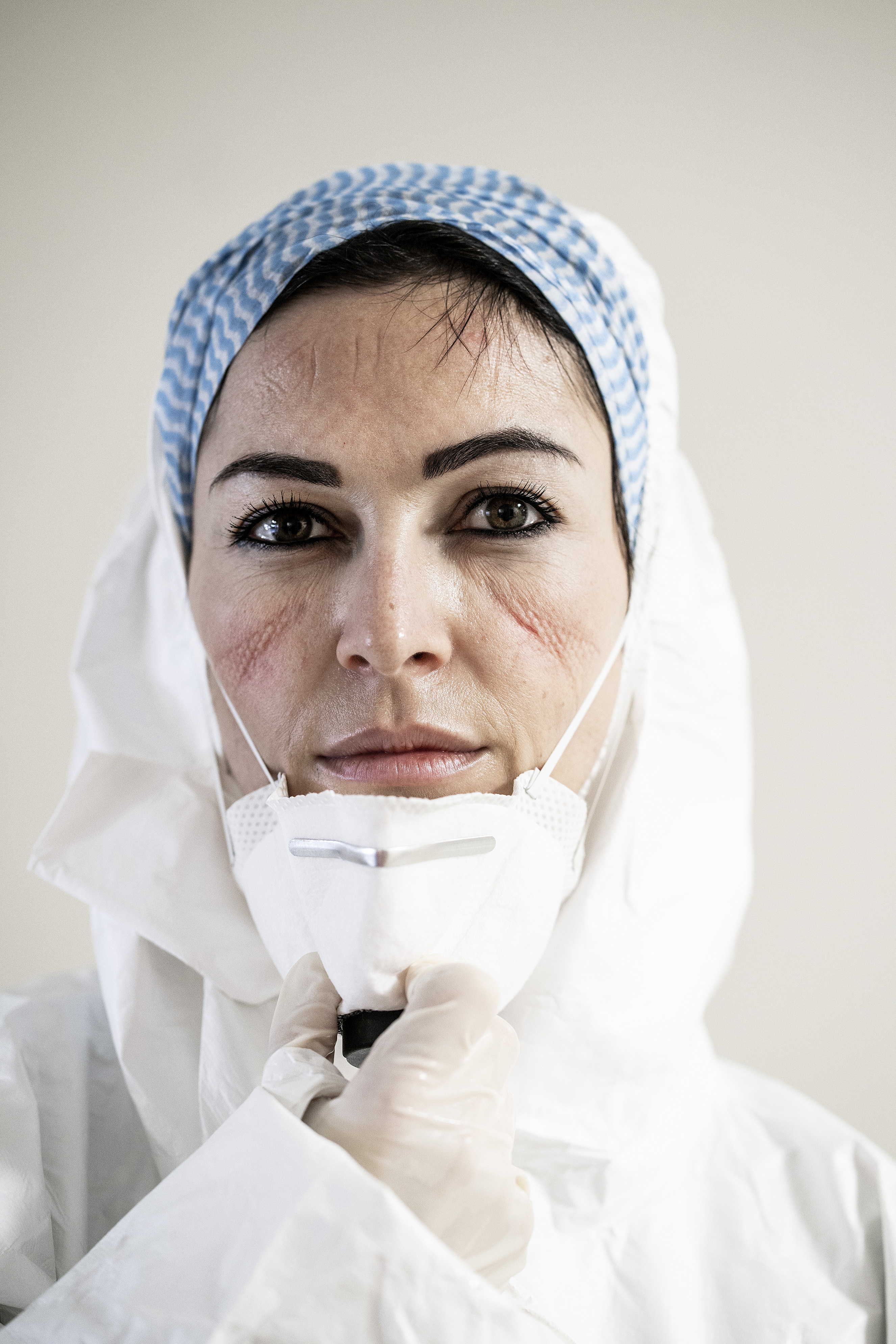
یکی از پرستارهای مراقبت‌های ویژه بیمارستان سان سالواتوره در پزارو، ایتالیا در دنیاگیری کروناویروس

تاریخ پرستاری در اصل چگونگی روند توسعهٔ مراقبت‌های پزشکی و پرستاری‌ها از انسان‌ها در تمام سنین در خانواده یا دیگر نهادهای اجتماعی همچنین گروه‌های اجتماعی چه بیمار و چه سالم را توصیف می‌کند در ضمن تاریخ پرستاری به‌طور جدایی ناپذیری با توسعهٔ دیگر رشته‌ها مثل پاتولوژی، پزشکی، علوم اجتماعی و آموزش و پرورش پیوند دارد. پرستاری از یک نیاز اولیه برای بیماران و افراد ضعیف جامعه و نه به عنوان یک شغل در جوامع گذشته خود را در طول قرن‌ها از انگیزه‌های اخلاقی و یک عمل خیرخواهانه یا یک دستیار سادهٔ پزشک به یک شغل خدماتی مهم، تأثیرگذار، نقش‌آفرین و حرفه‌ای تبدیل کرده. از نیمهٔ قرن بیستم درون طیف‌های متفاوت پرستاران جهت‌گیری‌های متفاوت شغلی، که آن‌ها به واسطهٔ هدف جمعی خود مثل کودکان یا سالخوردگان و بر اساس شاخه‌های پزشکی یا اجتماعی آن‌ها به‌طور مثال پرستاری روانی، از هم متمایز می‌شدند به وجود آمد. پیش از پایه‌ریزی پرستاری مدرن، راهبه‌ها و نیروهای نظامی بودند که خدمات پرستاری ارائه می‌دادند.
ریشه‌های مذهبی و نظامی در پرستاری مدرن امروز در بسیاری از کشورها همچنان نمایان است، به عنوان مثال در انگلستان زن پرستار ارشد به عنوان خواهر شناخته می‌شوند. پرستاران نه تنها دستورهای متخصصان مراقبت‌های بهداشتی را باید اجرا می‌کنند بلکه مسئول اعمال خود نیز هستند.
در حرکت فزایندهٔ حرفه شدن و آکادمیک شدن حوزه‌های شغلی پرستاری در طول سده‌های ۱۹ و ۲۰ میلادی، بخصوص در اواخر سدهٔ ۲۰ میلادی نیاز به توسعهٔ شغلی و تغییر جایگاه اجتماعی و سیاسی افزایش و توسعه یافت ولی تاریخ پرستاری در درون تاریخ پزشکی و علوم پرستاری اروپا گم شد و دلیل این فقدان این بود که تاریخ پرستاری توسط افراد تازه‌کار، پرستاران علاقه‌مند به تاریخ یا محققان پرستاری نگاشته شده و می‌شود، در صورتی‌که این افراد هیچگونه تحصیلات آکادمیک در زمینهٔ تاریخ ندارند و در نتیجه نتوانستند از تاریخ پرستاری، پرستاری کنند. در سراسر جهان تحقیقات علمی پیشتازی در تاریخ پرستاری در حال شکل گیریست که محققان آن به صورت تنگاتنگ با رشته‌های نیز مرتبطند. در گذشته‌ای نچندان دور انستیتوهای پزشکی در اروپا بر روی تاریخ پرستاری تحقیقاتی آغاز نمودند که در آن‌ها محققان تاریخ‌شناسی با تحصیلات دانشگاهی مرتبط با مراقبتهای پزشکی شرکت نمودند تا یک تاریخ مدون و علمی و معتبر در زمینهٔ پرستاری را تدوین کنند، تحقیقات تاریخی در زمینهٔ پرستاری هم‌اکنون چه به صورت مبتدی و چه علمی جمع‌آوری شده باشند، بخشی از آموزش پرستاران در تمام رشته‌ها در کنار تاریخ پزشکی هستند.

## دوران باستان

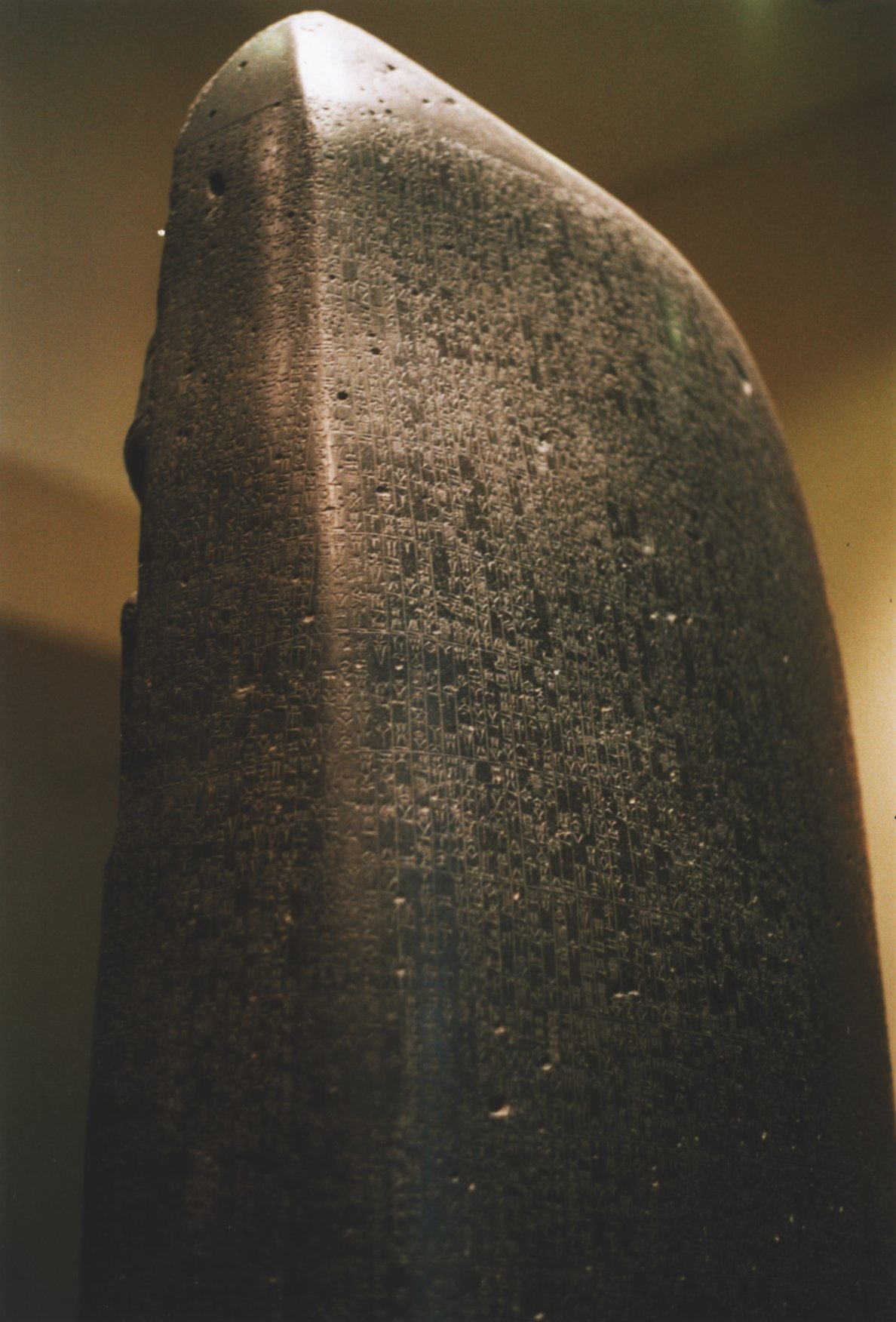
قوانین حمورابی که به همراه چندین نسخهٔ خطی در موزهٔ لوور پاریس نگهداری می‌شوند.

### شرق باستان

#### بین النحرین
قدیمی‌ترین نوشته‌ها در رابطه با پزشکی و فن درمان و مراقبت از شرق باستان هستند همچنین نوشته‌های خطی مربوط به ۱۷۵۰ قبل از میلاد و متعلق به بابلیان در زمان حمورابی وجود دارد که قوانین حقوقی و قضایی دربارهٔ مشاغل مربوط به پزشکی را در آن جامعه تعریف می‌کند. اگرچه که در تعریف و مفهوم باستانی بیماری، عامل بیماری خدایانی خشمگین هستند که ملت را به خاطر گناهانشان جزا می‌دهند اما این مسئله نیز مانع از تعهد و احساس مسئولیت افراد جامعه و خانواده در قبال بیماران در رسیدگی و مراقبت از بیماران نشد. با اینکه مفهوم مراقبت‌های پزشکی در دنیای باستان متفاوت از امروز بود ولی می‌توان چندین نمونه را یافت که با روح این حرفه و طبیعت آن و قوانین مدرن پرستاری سازگارند. ماماها و کمک‌های آن‌ها در هنگام زایمان و همچنین دایه، که می‌توانست به نوزادان شیر دهد و همچنین از مادری که کاملاً ضعیف شده مراقبت نمایند، در تاریخ باستان مشهورند و در ضمن ایشان تحت قوانین مکتوبی دارای حقوق پولی قضایی مشخصی در چارچوب شغل خود بودند آنچنانکه در نسخ خطی حمورابی مکتوب شده‌است.

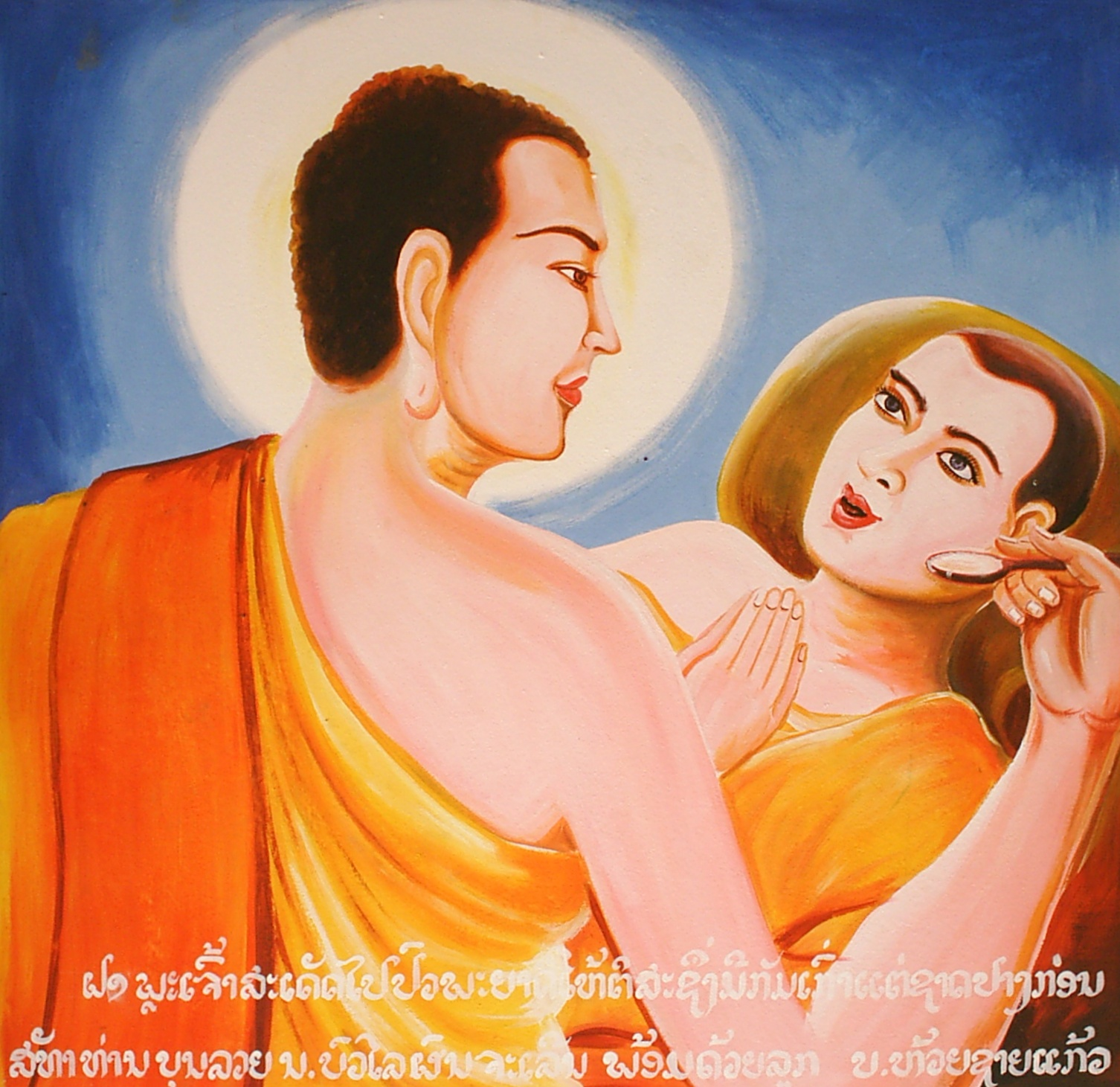
بودا در حال پرستاری از یک راهب بودایی، نقاشی دیواری در یکی از معابد لائوس

#### مصر باستان
در مصر باستان دانش، ابزارهای درمانی، داروها و نیایشهای بسیار زیاد ی در زمینهٔ پزشکی وجود داشت که در دسترس پزشکان بود. یکی از جامع‌ترین مدارک و شواهد هنر درمان در مصر باستان در پاپیروس اِبِرس موجود است که به تاریخ ۱۵۵۰ قبل از میلاد بازمی‌گردد. پزشکان در زمینه‌های مختلف ی متخصص بودند و می‌توانستند در معابدی که توسط ایمهوتپ متبرک شده بودند، برای یافتن درمان جستجو کنند. در این تأسیسات درمانی زنان خدمتگزار معابد از جایگاه بالایی برخوردار بودند. آن‌ها دست در دست و پا به پای پزشکان کار می‌کردند و از بیماران مراقبتهای پزشکی و پرستاری به عمل می‌آوردند. غالباً برای پرستاری در محیط‌های مسکونی از زنان یا برده‌ها استفاده می‌شد که آن‌ها غالباً ضروریات علمی را از درون خانواده آموخته بودند یا به صورت غریزی انجام می‌دادند.

#### هند
در هندوستان در ۳۰۰ قبل از میلاد اولین مقررات برای بهداشت، تهویه و راحتی بیماران در بیمارستان‌ها به به اجرا درآمد و مکتوب نگهداری شد. مراقبت از بیماران را مردانی که در این زمینه آموزش دیده بودند بر عهده داشتند. در سال ۲۵۰ قبل از میلاد اولین مدرسهٔ پرستاری در هندوستان آغاز به کار کرد که در آن دانش آموزان اصول، مقررات و مهارت‌های پرستاری را از قبیل: آشپزی، مراقبت‌های بدنی و ماساژ را می‌آموختند، یک متن که مدت‌ها بعد و در حدود ۵۵۰ میلادی نگارش شده، توانایی‌ها و مهارت‌هایی که یک پرستار می‌بایست دارا باشد را این‌گونه توصیف می‌کند:

... او می‌تواند بیمار را به سمت خود جلب کند، در برابر پزشک وفادار است، در بدن، روح و حرف زدن خالص است، باهوش و کارآمد کار می‌کند…

### غرب باستان

#### روم
در هنگامی که علم پزشکی پیشرفتهٔ روم غالباً توسط پزشکان یونانی تأثیر قرار گرفته بود و انجام می‌شد، پرستاری در روم در لابلای خون و جنگ و شمشیر در لژیونهای نظامی روم توسعه و رشد پیدا کرد. سربازان تحت آموزش‌های مقدماتی کمک‌های اولیه قرار می‌گرفتند در همین هنگام نیز حمل بیماران و مجروحان به بیمارستان‌های نظامی نیز صورت می‌گرفت که در آنجا و بیمارستان‌های نظامی از زنان آموزش دیده در زمینهٔ مقررات پرستاری و پزشکی استفاده می‌شد. مراقبت از بیماران یا مجروحان در بیمارستان‌های رومی Valetudinarium انجام می‌شد که آن‌ها نیز مانند آسایشگاه‌های درمانی رومی Sanatorium معمولاً در مکان‌های آرام و در کنار چشمه‌های آب گرم بودند. گروه دیگری از جامعه که در این بیمارستان‌ها Valetudinarium' تحت مراقبت و درمان قرار می‌گرفتند بردگان بودند که در آنجا نیروی از دست رفتهٔ برده‌های بیمار یا مجروح آن‌ها بازیابی می‌شد و بهبود می‌یافتند و ورود به این درمانگاه‌ها فقط به شرطی امکانپذیر بود که فرد یک بیماری درمان‌پذیر داشته باشد.
در بخش رومیان از انجیل از فیبه به عنوان نخستین پرستار شناخته شده یاد شده‌است. در خلال سال‌های نخستین فعالیت کلیسا، سن پل خادمهٔ کلیسا فیبه را به عنوان نخستین پرستار به روم فرستاد. او در آنجا هم از مردان و هم از زنان مراقبت می‌کرد. در سدهٔ شانزدهم، رفرمیست‌های پروتستان دیرها و مدرسه‌های مذهبی دخترانه را تعطیل کردند؛ ولی به چندتایی از آن‌ها در شهرها اجازه دادند که به فعالیت خود به عنوان آسایشگاه بیماران درمان ناپذیر ادامه دهند. به راهبه‌هایی که به عنوان پرستار خدمت می‌کردند مقرری پراخت می‌شد یا به عنوان آن‌ها گفته می‌شد ازدواج کنند و در خانه بمانند؛ ولی در مناطق کاتولیک نقش پرستاری خواهران روحانی همچنان ادامه یافت.

#### یونان
در یونان باستان در کنار پزشکی سنتی دینی شرقی در پایان قرن پنجم قبل از میلاد مسیح، پزشکی عقلانی نیز پیشرفت نمود. برای این دوران از علم پزشکی، پزشک سرشناس یونانی بقراط، در یونان و جهان معنای خاصی دارد. در یونان دانش آموزان پزشکی هم وظیفه داشتند که به عنوان پرستار از بیماران مراقبت کنند. در یک مجموعهٔ خطی یونانی در مبحث پزشکی که توسط بقراط نوشته شده، به وضوح مطالبی دربارهٔ نقش پزشکان در امور مراقبتی بیان شده، به‌طور مثال یک سلسله مراتب برای دانش آموزان پزشکی وجود درد که این سلسله مراتب بر اساس سطح تحصیلی، آنان را به امور مراقبتی مشخص موظف می‌کند، پزشکان در حال تحصیل وظایفی از قبیل غذا دادن و خوراندن دارو به بیماران، پیشبرد درمان را دارند و چگونه بیماران را تحت نظر قرار می‌گیرند و دیگر مفاهیم اساسی پرستاری. اشخاص دیگری نیز بودند که به نام «ناظر بیماران» شناخته می‌شدند و نقش آن‌ها نتن‌ها مواظبت از بیماران بود بلکه به نوعی دستیاران یا همکاران این پزشکان در بیمارستان‌ها بودند. در ضمن نقش این ناظران به عنوان خدمتکار نبوده زیرا حوزهٔ کاری آن‌ها در سلسله مراتب بالاتر از پزشکان تازه فارغ‌التحصیل شده بود.

## پرستاری در ادیان

### اسلام
«کعیبه بنت اسد الاسلامیه» که به «رفیده الاسلامیه» ((به عربی: رفيدة الأسلمية))، مشهور است به عنوان اولین پرستار اسلام به‌شمار می‌رود. وی در جنگ بدر شیوه‌های استاندارد مراقبتی را برای سربازان مجروح به کار گرفت به عنوان مثال دادن آگاهی‌های لازم به کادر پرستاریش در مورد ضروریات پزشکی و بهداشتی، مدیریت کردن مراقبتهای اورژانسی، یا چگونگی حمل و مراقبتهای مجروحان در انتقال به بیمارستان‌های نظامی. مدت‌ها قبل از سازماندهی و ساختار بندی مراقبتهای پزشکی در جهان غرب، «الاسلامیه» یک مدرسهٔ پرستاری بنیاد نهاد که در آن به توسعهٔ نظری و اساسی برای چگونگی انجام حرفه‌ای پرستاری پرداخته شد. در طول «دوران طلایی اسلام»، پزشکی در جهان اسلام قدم‌های بلندی را رو به جلو برداشت و دستاوردهای ارزنده‌ای کسب کرد به‌طور مثال کتاب مشهور و ارزندهٔ «قانون در طب» و همچنین دیگر آثار پزشک مشهور ایرانی، ابن سینا تا قرن‌ها در اروپا تدریس می‌شد و نقش بزرگی در توسعهٔ نظری علم مراقبت و پزشکی در اروپا را داشت. استانداردهای بهداشتی به شدت مورد توجه قرار گرفتند و مراقبتهای روانی نیز در شاخهٔ اختصاصی خود پیشرفت نمود.
ساخت اولین بیمارستان اسلامی را هارون الرشید، خلیفهٔ عباسی در بغداد در سال ۸۰۵ میلادی نسبت داد. این بیمارستان دارای بخش مراقبت از بیماری‌های لاعلاج و همچنین بخش آموزش و بود.

### یهودیت
در نوشته‌های یهودی مثل تورات و تلمود دستورها ی مکتوب پیشرفته‌ای در رابطه با بهداشت و تغذیه وجود دارد، مثلاً معاینه ی حیوانات ذبح شده برای جلوگیری از استعمال مواد غذایی فاسد شده یا قرنطینه کردن و مراقبت از کسانی که بیماری‌های واگیردار دارند جهت حفاظت از مردم همچنین می‌توان به یکی از مجموعه فرامین یهود به نام Tzedakah که به فرامین نیکوکاری معروف اند، این فرمان‌ها زنان را نیز مانند مردان به نیکوکاری و تعهد نسبت به هم نوعشان متعهد می‌کنند. این فرامین بعدها مقدمه ساز خلق آثار معروفی همچون  هفت اثر دلسوزی، که آن‌ها به آثار هنری در زمینهٔ پرستاری تعلق دارند و در حقیقت اساس کارهای اجتماعی و مدنی در جوامع یهود و سازمان‌های حمایت و مراقبت از فقرا در قرون بعدی در محله‌های یهود‌نشین اروپایی (گتو) هستند را به تصویر می‌کشند.

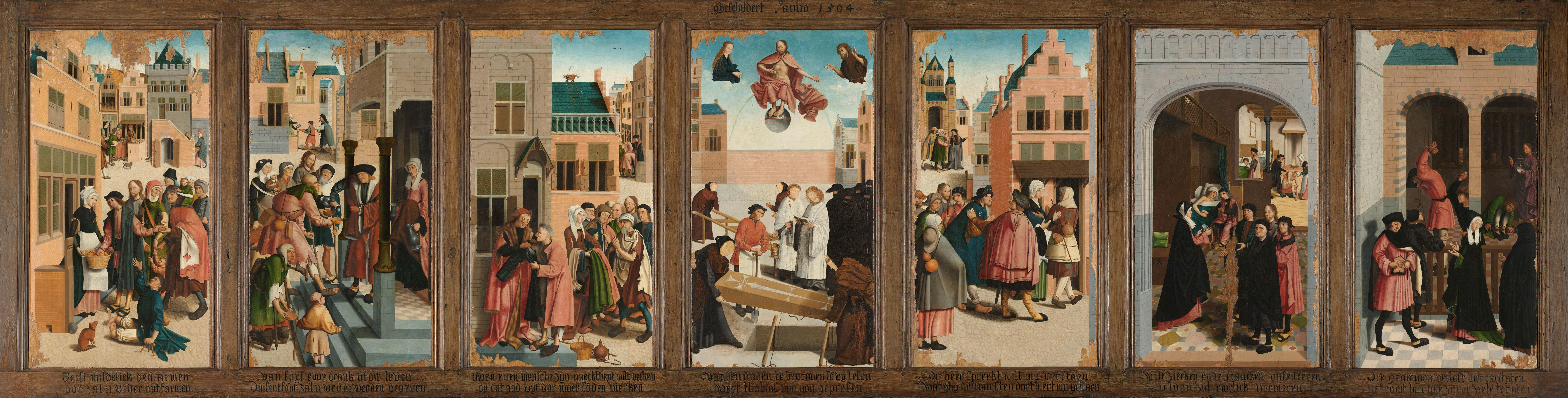
"هفت اثر دلسوزی" ۱۵۰۴، اثر: Master of Alkmaar، رنگ و روغن روی چوب، نگهداری شده در موزهٔ روتردام

## اروپا

### قرون وسطی
رشتهٔ پزشکی در دانشگاه‌های اروپایی از بسیاری قبل به عنوان یکی از رشته‌های دانشگاهی شروع به تدریس شد هم‌زمان با آن رشتهٔ پرستاری به عنوان یک تخصص در اصل با اتکا به مفهوم عشق به هم نوع در دین مسیحیت به ویژه در جوامع مذهبی و همچنین بسیاری از صومعه‌های تازه تأسیس گسترش می‌یافت. مشکلات اساسی و مرکزی پرستاران عبارت بود از طاعون و جذام که هر دو ما بین سده‌های ۱۳ و ۱۴ میلادی اروپا را در گیر خود نمود و در اصل تبعات جنگهای صلیبی در اروپا بود. برای مراقبت از بیماران جذامی و طاعون زدگان درمانگاه‌های تخصصی در اروپا تأسیس شد که در آن‌ها فرقه‌های مذهبی متفاوت مسیحی و غیره به صورت اختصاصی از بیماران مراقبت‌های لازم را به عمل می‌آوردند. به‌طوری‌که چندین فرقهٔ مذهبی از جمله "یوهانی‌ها"، "فرانسیسکان‌ها" و دومنیکی‌ها" و… شدیداً به پرستاری روی آوردند. در حدود اواخر سدهٔ ۱۲ میلادی یک انجمن از مسیحیان "لایین" (مسیحیانی که به نوعی از دید کلیسای کاتولیک رومی به عنوان غیر مسیحی شمرده می‌شدند) آغاز به کار کرد. آن‌ها بانوان بیوه یا دختران مجرد را در محافل خانگی گرد هم می‌آوردند و آن‌ها خود را برای وقف در راه مراقبت از بیماران و فقرا آماده می‌ساختند.

### سدهٔ ۱۶ میلادی

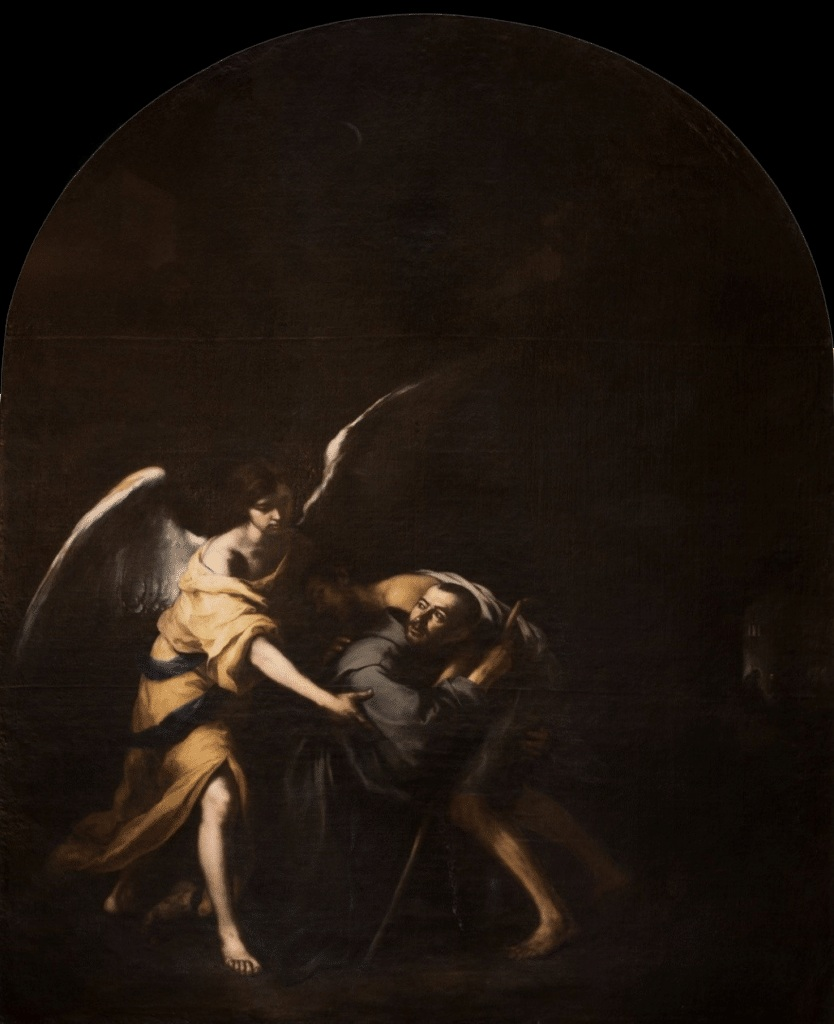
یوهانس فون گوت با فرشته، بارتولومه استفان موریلو، ۱۶۷۲

در سدهٔ ۱۶ میلادی فرقه‌های مذهبی دیگری با گرایش‌های انسان دوستانه و نزدیک به الگوهای پرستاری کلاسیک پدیدار شدند که کم‌کم از فرقه‌هایی با ایده‌آل‌های مسیحیت در نوع دوستی به فرقه‌هایی با گرایش به سمت مراقبت و پرستاری از انسان‌ها تبدیل شدند، به خصوص فرقه‌ای بانام برادران دلسوز و کامیلیانر. یوهان فون گوت در سال ۱۵۴۰ در گرانادا یک بیمارستان برای جنون زده گان و بیماران روانی بنیاد نهاد بعدها او به یک حامی و قدیس برای بیمارستان‌ها، بیماران و پرستاران تبدیل شد. در سال ۱۵۷۴ یک پزشک به نام جاکوب اوتئوس کتابی آموزشی در سه جلد با نام گزارش، درس و دستورالعمل اساسی از نیازهای مناسب و مفید پزشکی برای افراد سالم، بیماران و پرستاران که آن به عنوان اولین رسالهٔ علمی آلمانی به‌شمار می‌رود.

### اروپای مدرن
در آغاز دوران مدرن از سال ۱۶۰۰ تا ۱۸۰۰ میلادی اروپای پروتستان دارای چند بیمارستان درخور توجه بود، ولی هیچ سیستم پرستاری منظم و مرتبی نداشت. تضعیف نقش زن باعث شد که فعالیت پزشکان و پرستاران زن محدود به کمک به همسایگان و خانواده‌های خود شود که بدون حقوق بود و دارای ظرفیت شناخته شده‌ای نبود. در کشورهای کاتولیک راهبه‌ها در بیمارستان‌ها خدمت پرستاری ارائه می‌دادند. نقش رهبری در این زمینه به عهده بنیاد خیریه دختران سن وینست دو پل بود که در سال ۱۶۳۳ بنیان گذاشته شد. در کشورهای کاتولیک بنابر دستور راهبه‌ها در بیمارستان‌ها خدمات پرستاری ارائه می‌شد. گروهی از راهبه‌های کاتولیک گسترهٔ کاری خود را به مناطق جدیدی افزایش دادند. به عنوان مثال در مناطق روستایی بریتنی فرانسه نقش مرکزی به عهده دختران روح القدس بود که در سال ۱۷۰۶ بنیان گذاشته شده بود. فرصت‌های جدیدی برای راهبه‌ها به عنوان پزشکان خیریه در املاک اشراف مذهبی ایجاد شد. راهبه‌ها مراقبت‌های کاملی از بیماران فقیری که به آن‌ها مراجعه می‌کردند انجام می‌دادند آن‌ها نه تنها به وظایف پرستاری عمل می‌کردند بلکه نقششان به عنوان پزشک، جراح و داروساز گسترش دادند. در طول انقلاب فرانسه بیشتر دستورها پرستاران تعطیل شد و هیچ مراقبت پرستاری سازمان یافته‌ای به عنوان برای جایگزین برای آن‌ها پیدا نشد. با این حال تقاضا برای خدمات پرستاری به قوت خود باقی‌ماند و بعد از سال ۱۸۰۰ خواهرها دوباره کار خود را از مجتمع‌های و بیمارستان‌های روستایی از سر گرفتند. آن‌ها از طرف مقامات تحت فشار بودند چرا که مقامات از ارتباط گسترده میان پزشکان نخبه و دهقانان نیازمند کمک بیمناک بودند.

### سدهٔ ۱۷ میلادی
«وینسنس فون پاول» در شاتیلون سور شالارون در فرانسه انجمن بانوان محب مسیحیت را به وجود آورد و سپس مشترکاً با «لوئیز دِ ماریلاک» در سال ۱۶۳۳ انجمن دختران محّب مسیحیت را به وجود آورد. با به وجود آمدن این انجمن‌های خیر خواهانه جریانات جدیدی که به توسعهٔ تاریخی پرستاری کمک شایانی نمودند، شکل گرفتند و از آن‌ها به عنوان جلودار و پیشگام سازمانهایی یاد می‌شود که بعدها به وجود آمدند و در زمینهٔ مراقبت‌های پزشکی و پرستاری فعالیت حرفه‌ای می‌کردند. این بانوان تحت مدیریت و تعالیم پزشکان، آموزش‌های اساسی مراقبت پزشکی را می‌دیدند و با تجهیزات پزشکی آشنا می‌شدند و سپس تحت مدیریت پزشکان یک بیمارستان در آنجا استخدام می‌شدند.

### سدهٔ ۱۸ میلادی
با آغاز سدهٔ ۱۸ میلادی پرستاری و مراقبت‌های پزشکی اغلب توسط طیف پایین و بیسواد جامعه انجام می‌شد، هم‌زمان طبق پیشنهادها نظری برای ورود به شغل پرستاری سطح معینی از تحصیلات برای زنان طبقهٔ متوسط تعیین شد. در نتیجه کمبود پرسنل متخصص بسیار به وضوح پدیدار شد. در سال ۱۷۸۱ اولین مدرسه عمومی پرستاری آلمان در شهر مانهایم توسط «فرانتس آنتوان مای» تأسیس شد. این مدرسه تلاش می‌کرد که با یک دوره آموزشی حداقلی سه‌ماهه برای پرستاران برگزار کند. در اتریش جوزف دوم اصلاحات اتریش را سامان داد و در سال ۱۷۸۴ بیمارستان عمومی وین آغاز به کار کرد.

### سدهٔ ۱۹ میلادی
پرستاری در قرن نوزدهم وارد شکل جدیدی از حیاط خود شد. در سراسر دنیا و هم‌زمان در اروپا جنبش‌های انسان دوستانه و سازمان‌های ارگان یافته برای کمک به انسان‌ها تأسیس می‌شد و نیاز به پرستارانی آموزش دیده و حرفه‌ای روز به روز بیشتر احساس می‌شد. در اروپا نگاه به مقولهٔ پرستاری در حال تغییر کردن به یک حرفه بود و در نتیجه در اروپا همگام با جهان نقش و جایگاه اجتماعی یک پرستار در حال تغییر بود. یک پزشک آلمانی به نام تئودور فلیندر به همراه همسرش فریدریکه فلیدنر در ۱۳ اکتبر ۱۸۳۶ یک آموزشکدهٔ پرستاری برای بانوان پروتستان در آلمان تأسیس کرد تا تأثیرات مضر مراقبتهای نامناسب از بیمارها توسط کادر آموزش دیده نشده کاهش یابد، این آموزشکده و دیگر اورگان‌های هم‌زمان تأسیس شده در اروپا خود به خوبی مبین اهمیت پیدا کردن جایگاه پرستار در اروپا در قرن نوزدهم را هستند.

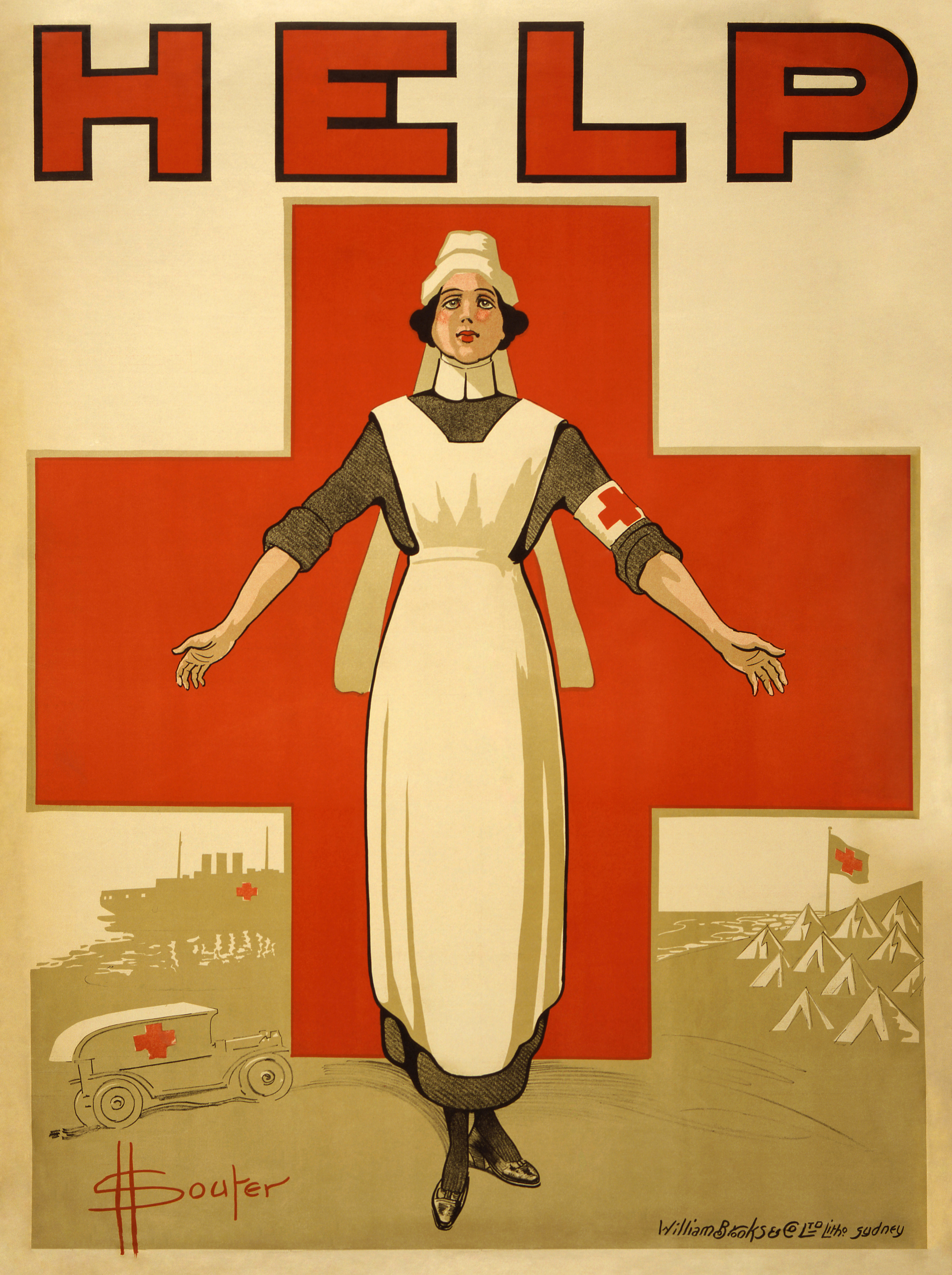
پوستر تبلیغاتی رسمی از صلیب سرخ از سالهای ۱۹۱۴ تا ۱۹۱۸

### قرن بیستم

#### جنگ جهانی اول
جنگ جهانی اول باعث به وجود آمدن یک شکاف بزرگ در راه توسعهٔ پرستاری شد، تمام تلاش‌ها برای اتحاد و استانداردسازی پرستاری متوقف شد، پرستاران در کشورهای جداگانه بر روی رسالت اساسی و اولیهٔ پرستاری که مراقبت از مجروحان جنگی بود می‌پرداختند. در اتریش پس از جنگ و به علت پی بردن به نیاز به پرستاران حرفه‌ای در شرایطی نظیر جنگ، در سال ۱۹۳۳ «گروه فارغ التحصیلان پرستاری اتریش» تأسیس شد.

#### اواخر هزارهٔ دوم میلادی
در آلمان و پس از چندین دوره تلاش برای تأسیس یک دورهٔ پذیرش اختصاصی در مؤسسات آموزش عالی برای رشتهٔ علوم پرستاری، سرانجام ما بین دهه‌های ۷۰ و ۸۰ میلادی اولین دورهٔ دانشگاهی علوم پرستاری به وجود آمد. کمبود پرستار در طول دههٔ ۸۰ میلادی در آلمان و اتریش منجر به افزایش کار پرستاران شد که در نتیجهٔ این فشار کاری، کیفیت خدمات کاهش پیدا کرد و رسوایی‌هایی در رابطه با امور پرستاران و امور مراقبتی از نتایج آن بود.
علیرغم وضعیت نامناسب پرستاران آن‌ها تلاش می‌کردند تا جایگاه خود را از یک دستیار به عنوان یک شغل تخصصی مجزا در زمینهٔ سلامت تبدیل کنند. تعاریف مختلفی در سطح بین‌الملل برای پرستاری مطرح شد که از آن جمله می‌توان به "اعلامیهٔ وین دربارهٔ پرستاری" اشاره کرد.

## پرستاری مدرن

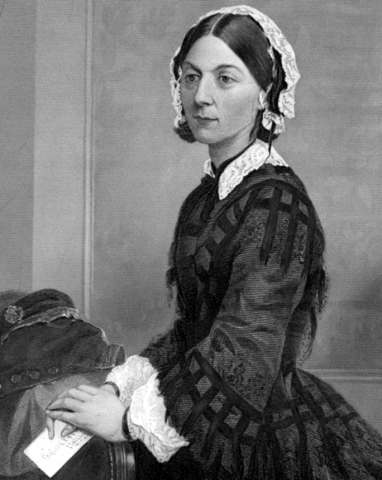
فلورانس نایتینگل، ۱۹۲۰ میلادی

پرستاری مدرن در قرن نوزدهم میلادی در آلمان و بریتانیا شروع شد و در سال ۱۹۰۰ در سراسر جهان گسترش یافت. پرستارانی که در مراکز مذهبی با انگیزه‌های مذهبی در حال آموزش دیدن بودند رفته رفته قواعد سختگیرانهٔ پزشکی و سلامت و مراقبت علمی را می‌آموختند که توسط پزشکان تدریس می‌شد. پرستار انگلیسی فلورانس نایتینگل در چنین مکانی تعلیم دید ولی بعدها نقدهایی به این مؤسسات داشت. در طول جنگ کریمه نایتینگل نتن‌ها در نیازها و ضروریات حرفه‌ای پرستاری همچنین در درک شخصی و چگونگی تعامل در چارچوب شغل خود به شناخت رسید. او در سال ۱۸۵۹ کتابی باعنوان «نکاتی دربارهٔ پرستاری» منتشر کرد. این نوشته به عنوان اولین‌ها در زمینهٔ تئوری پرستاری به‌شمار می‌رود که همچنین توانست شیوهٔ آموزش پرستاری را دچار اصلاحات اساسی نماید.
او بدینوسیله بر هنری دونانت تأثیر گذاشت، او مؤسس جنبش جهانی صلیب سرخ و هلال احمر بود و همچنین تأثیر بسیار زیادی در جدایی مدارس تخصصی پرستاری از مراکز آموزشی مذهبی داشت که منجر به حرفه‌ای شدن و به صورت یک شغل تبدیل شدن پرستاری شد. در ایالات متحده در سال ۱۸۹۹ شورای بین‌المللی پرستاران تأسیس شد که سخنگوی پرستاری، مرکز ثقل و مرتبط‌کننده پرستاران در سراسر جهان بود و توسعهٔ شغلی و حرفه‌ای پرستاری را در سراسر جهان را پیش می‌برد.

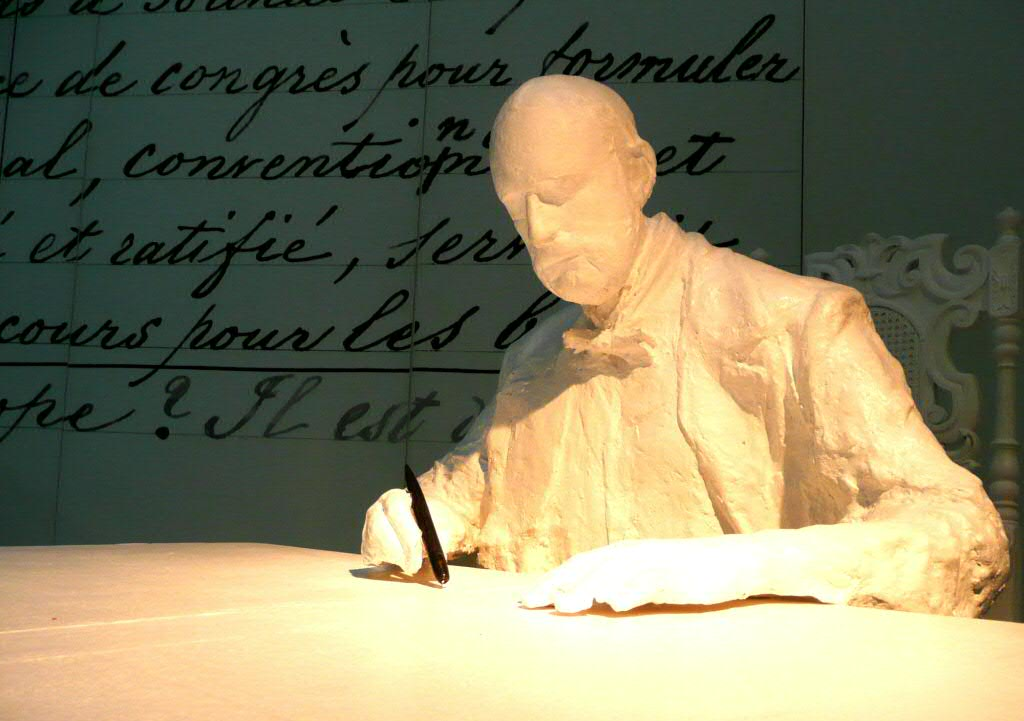
مجسمهٔ هنری دونانت در مقر صلیب سرخ جهانی در ژنو

### هنری دونانت پایه‌گذار صلیب سرخ
در تاریخ ۱۸۶۳ فدراسیون بین‌المللی صلیب سرخ توسط ۲۵ شهروند سوئیسی تأسیس شد و در آن زمان تنها سازمان انسان دوستانه در عرصهٔ بین‌الملل و ارگان کنترلی برای آن به‌شمار می‌رفت، صلیب سرخ قدیمی‌ترین سازمان و جنبش بشر دوستانه با نگاه درمانی به ملل جهان است و جزء معدود سازمان‌هایی است در این زمینه به صورت غیردولتی فعالیت می‌کند. هدف نهایی صلیب سرخ بی‌طرفی و حفاظت و مراقبت از زندگی قربانیان حوادث طبیعی، جنگ‌ها و مناقشات داخلی کشورها است. تا نیمهٔ قرن ۱۹ میلادی هنوز یک مراقبت و پرستاری سازمان یافته برای جنگ و تأسیسات مناسب برای معالجه و تسکین دردهای مجروحان وجود نداشت چه برسد به مراقبت و پرستاری مطمئن با کادر آموزش یافتهٔ کافی بوسیلهٔ تجهیزات مناسب و به روز. در سال ۱۸۵۹ تاجری سوئیسی به نام هنری دونانت برای دیدار با پادشاه فرانسه، ناپلئون سوم، به ایتالیا سفر کرد تا دربارهٔ مشکلات واگذاری پروانهٔ زمین در مستعمرهٔ آن زمان فرانسه، الجزیره گفتگو کند. در همان زمان او در ۲۴ ژوئن ۱۸۵۹ شاهد نبرد خونین سولفرینو بود که در آن و تنها در یک روز حدود ۶۰۰۰ سرباز کشته و ۲۵۰۰۰ نفر زخمی شدند، مراقبت‌های ناکافی و کاملاً کم از سربازان و زخمی‌ها و مشاهدهٔ آلام و رنج‌های آنان او را سخت وحشت زده و متأثر نمود و باعث شد تا دلیل اصلی سفر خود را کاملاً فراموش کرده و روزهای طولانی به مراقبت و پرستاری از زخمی‌ها بپردازد.
او تحت تأثیر این تجربهٔ تلخ یک کتاب نگاشت که این کتاب را با نام «به یاد سولفرینو» با هزینهٔ شخصی خود منتشر کرده و برای شخصیت‌های پیشتاز و اصلی سیاسی و نظامی در تمام اروپا فرستاد. در کنار یک روایت سریع از آن جنگ و آنچه او در ایتالیا تجربه کرده و دیده بود دونانت توانست با کتابش حس کمک داوطلبانه و پرستاری بی داوطلبانه را منتقل کند و در این زمینه الهام بخش برای اورگان‌های مراقبتی داوطلبانه باشد. او به همراه تنی از دوستانش کمی بعد در ژنو سوئیس سازمانی را تأسیس کرد که مقدمه‌ای بود بر آغاز به کار صلیب سرخ.

### شورای بین‌المللی پرستاران ICN
در سال ۱۸۹۹ شورای بین‌المللی پرستاران (آی سی ان) به عنوان فدراسیونی جهانی از سازمان‌های پرستاری دنیا در لندن تشکیل شد. این سازمان در واقع یک انجمن متشکل از ۱۳۰ انجمن حرفه‌ای پرستاری ملی است و رسالت آن نمایندگی میلیون‌ها پرستار در سراسر جهان می‌باشد. این شورا به صورت رسمی در سال ۱۸۹۹ آغاز به کار کرد ولی اولین نشست واضح این شورا پنج سال بعد یعنی در سال ۱۹۰۴ در برلین برگزار شد که در آن گروه‌های پرستاری به نمایندگی از انگلستان، ایرلند، ایالات متحده و آلمان حضور داشت. مقر اصلی این سازمان هم‌اکنون در شهر ژنو در کشور سوئیس قرار دارد.

#### تعریف پرستاری از نگاه "شورای بین‌المللی پرستاران
مراقبت، نگهداری و مواظبت که با مسئولیت شخصی، تنها یا تحت یک گروه که به مشاغل دیگر متعلق اند، از انسان‌ها در تمامی سنین و از همهٔ طیف‌های جامعه، چه بیمار چه سالم انجام می‌گیرد، پرستاری نامیده می‌شود. پرستاری به نیاز به سلامت، پیشگیری از بیماری‌ها و مراقبت از بیماران، معلولین و انسان‌های در حال مرگ احاطه دارد. دیگر رسالت‌های کلیدی پرستاری درک احتیاجات علایق جامعه و ترویج یک محیط امن، تحقیق، اثرگذاری در اداره و پیشبرد سیاست‌های سلامت در جامعه و مدیریت در بخش آموزش سلامت است.

#### منشور اخلاقی پرستاری
«آی سی ان» در سال ۱۹۵۳ یک منشور اخلاقی برای پرستاری بنا نهاد که آخرین بار در سال ۲۰۰۶ ویرایش شد. این منشور باید جایگاه اجتماعی پرستاری را در جامعه روشن نماید و خط و مشی حرفه‌ای پرستاری را در با توجه به حقوق بشر تقویت کند. این اصول یک درک جامع از پرستاری را بیان می‌کنند و جهت‌گیری کلی آن را مشخص می‌نمایند.
طبق منشور اخلاقی «آی سی ان»، پنج وظیفهٔ اصلی پرستاری عبارند از:
- اشاعهٔ سلامت
- پیشگیری از بیماری‌ها
- بازسای و حفظ سلامت
- کاهش دردها
- حراست از زندگی و کرامت انسان

#### قلب سفید، نماد پرستاری
در سال ۱۹۹۹، به مناسبت صدمین سالگرد تأسیس «شورای بین‌المللی پرستاران»، نماد «قلب سفید» به عنوان نماد رسمی پرستاری در دنیا برگزیده شد.

## پرستاری حرفه‌ای در ایران

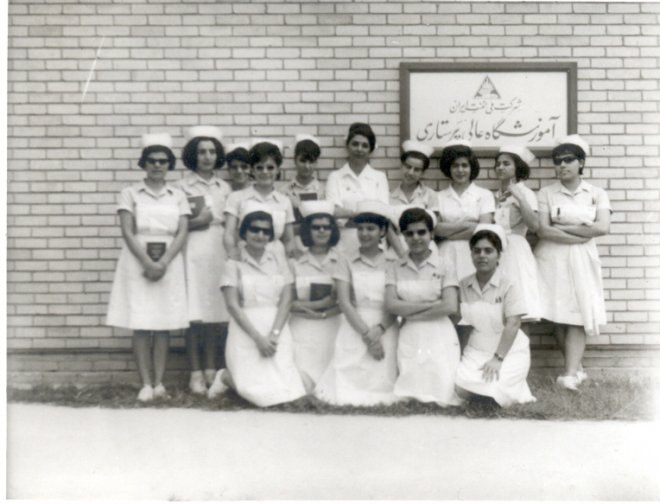
فارغ‌التحصیلان آموزشگاه عالی پرستاری شرکت نفت آبادان، سال ۱۳۳۰

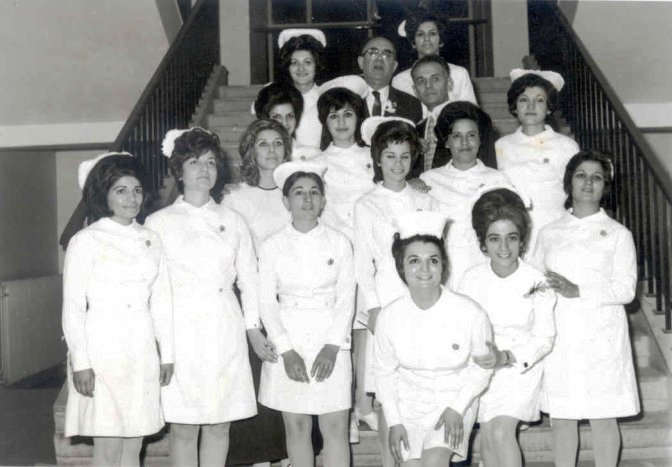
فارغ‌التحصیلان آموزشگاه عالی پرستاری شرکت نفت آبادان، سال ۱۳۳۰

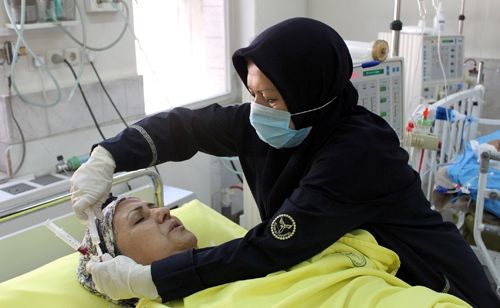
یک پرستار مراقب‌های ویژه در حین انجام کار

پرستاری حرفه‌ای در ایران برگرفته از پرستاری حرفه‌ای در کشورهای اروپایی است، اولین بار در سال ۱۲۹۴ شمسی میسیونرهای مذهبی در ارومیه مدرسه پرستاری تأسیس کردند و این شیوه بعدها به سایر شهرهای ایران نیز گسترش یافت. در سال ۱۲۹۵ آموزشگاه دیگری در تبریز با پذیرش داوطلبان دارای مدرک سوم متوسطه و به صورت دورهٔ سه ساله به تربیت پرستار مبادرت نمود.
در دههٔ ۳۰ شمسی اساسنامه‌های آموزشگاه‌های پرستاری توسط وزارت بهداری در ایران تدوین شد. در سال‌های ۱۳۲۰ تا ۱۳۳۸ به ترتیب آموزشگاه‌های پرستاری شرکت نفت آبادان ۱۳۲۰، هلال احمر همدان ۱۳۲۷، تهران ۱۳۲۸، نمازی شیراز ۱۳۳۳ و جرجانی مشهد ۱۳۳۸ تأسیس شدند. انجمن صنفی پرستاران در سال ۱۳۳۶ تشکیل شد و این انجمن به شورای بین‌المللی پرستاری پیوست. از شرایط پذیرش برخی از آموزشگاه‌ها داشتن مدرک دیپلم کامل متوسطه بود.
در سال ۱۳۳۷ طبق اساسنامه آموزشگاه‌های پرستاری مصوب شورای عالی فرهنگ، مقرر گردید پذیرش داوطلبان کلیه آموزشگاه‌ها با مدرک کامل متوسطه، دوره تحصیل سه سال و ارزش آن معادل لیسانس پرستاری محسوب گردد. برنامة تحصیلی مدارس عالی پرستاری با رعایت معیارهای شورای بین‌المللی پرستاران و سازمان بهداشت جهانی تنظیم و به تصویب شورای عالی فرهنگ رسید. در این برنامه علاوه بر دروس اختصاصی و فنی، دروس علوم رفتاری و اجتماعی نیز گنجانده شد. در سال ۱۳۴۴ اولین دوره آموزش چهارساله پرستاری با تأسیس انستیتو عالی پرستاری فیروزگر آغاز گردید. به دنبال آن فارغ التحصیلان سایر آموزشگاه‌ها به منظور کسب مدرک لیسانس، دورهٔ تکمیلی لیسانس را طی نمودند. به‌طوری‌که در سال ۱۳۵۴ با تصویب دورة لیسانس پرستاری در وزارت علوم کلیه مراکز آموزش عالی پرستاری موظف به ارائه دورهٔ چهار ساله با برنامه متمرکز گردیدند.
در سال ۱۳۵۹ با تشکیل شاخه پرستاری ستاد انقلاب فرهنگی برنامه‌ریزی متمرکز پرستاری توسط این شاخه با استفاده از نظرات صاحب نظران پرستاری صورت گرفت. با تشکیل وزارت بهداشت و درمان آموزش پزشکی، در سال ۱۳۶۵ و ایجاد دانشکده‌های پرستاری و مامایی، کیفیت آموزش پرستاری توسعه فراوان یافت. به گونه‌ای که از سال ۱۳۶۵ آموزش پرستاری در جهت فلسفه جامع گرا، جامعه نگر و جامع نگر گام‌های مؤثری برداشته‌است.
در سال ۱۳۶۹ انجمن پرستاری ایران به عنوان اولین تشکل صنفی پرستاری بعد از انقلاب تأسیس گردید. در سال ۱۳۷۳ برنامه کارشناسی رشته پرستاری در راستای آموزشی جامعه نگر تدوین و در سال ۱۳۷۴ برنامه به تصویب شورای عالی برنامه‌ریزی وزارت فرهنگ و آموزش عالی رسید.
پس از تشکیل شورای عالی برنامه‌ریزی علوم پزشکی در وزارت بهداشت درمان و آموزش پزشکی این برنامه تحت نظارت کامل وزارت خانه قرار گرفت؛ و بعد از پیگیری فعالان پرستاری اساسنامه قانون نظام پرستاری در ۲۱ مرداد ۱۳۸۰ تصویب شد.

## گالری تصاویر

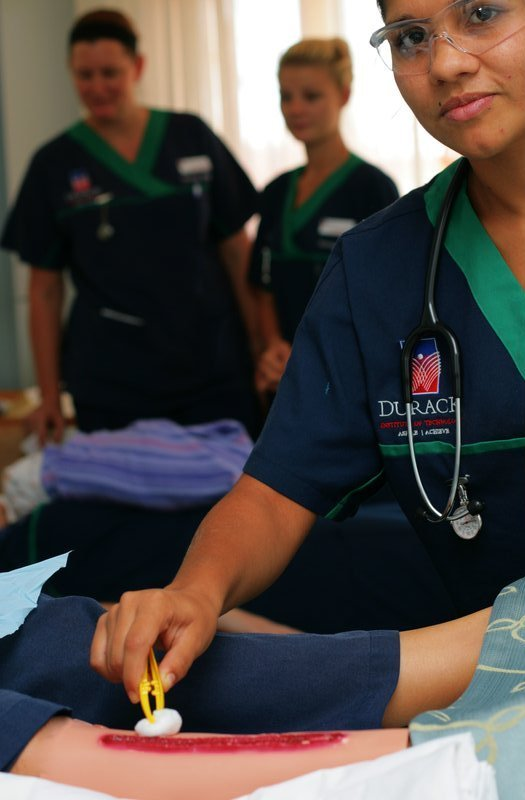
دانشجویان پرستاری بومی استرالیایی ۲۰۱۰
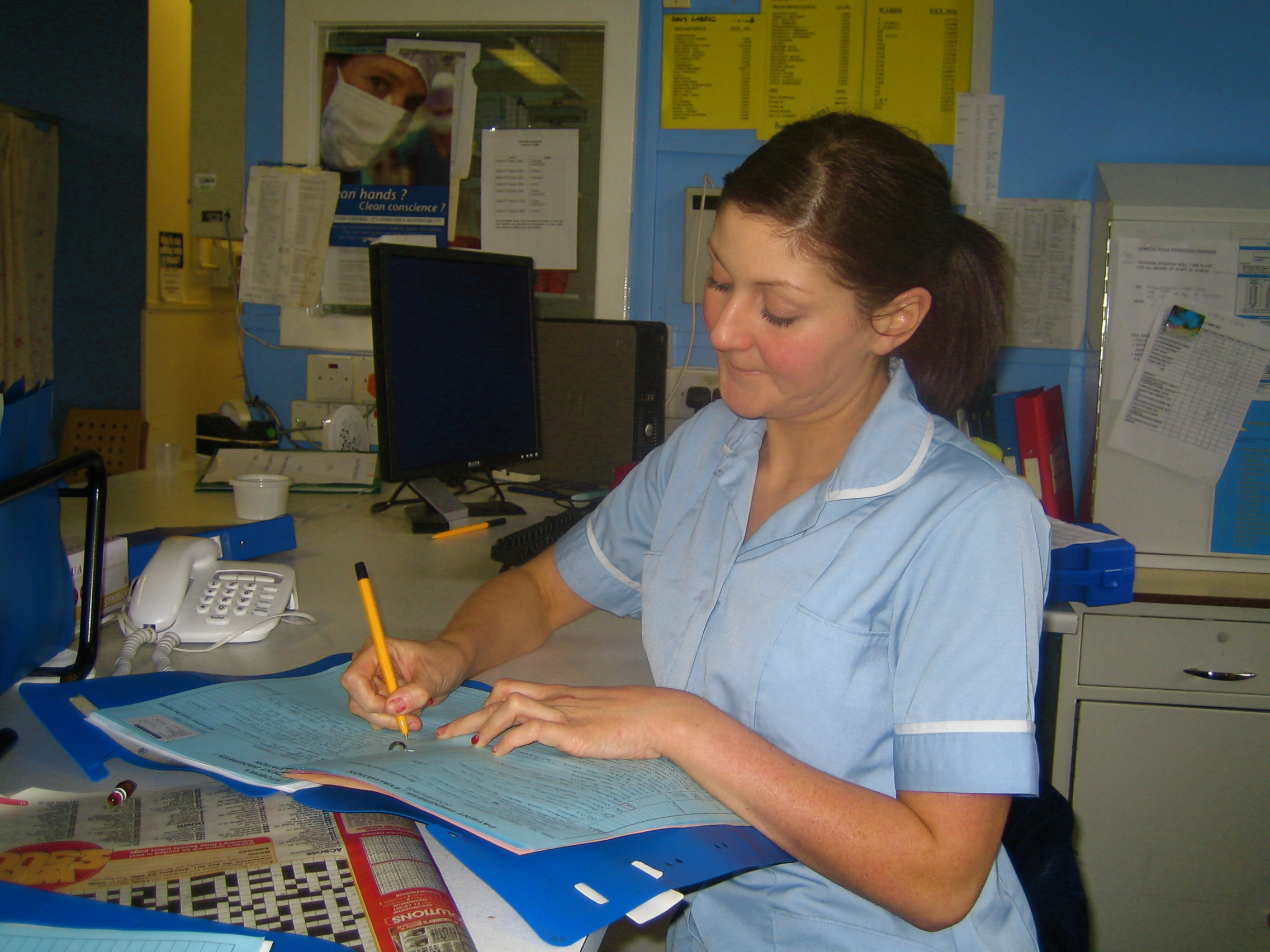
یک پرستار انگلیسی ۲۰۰۸.
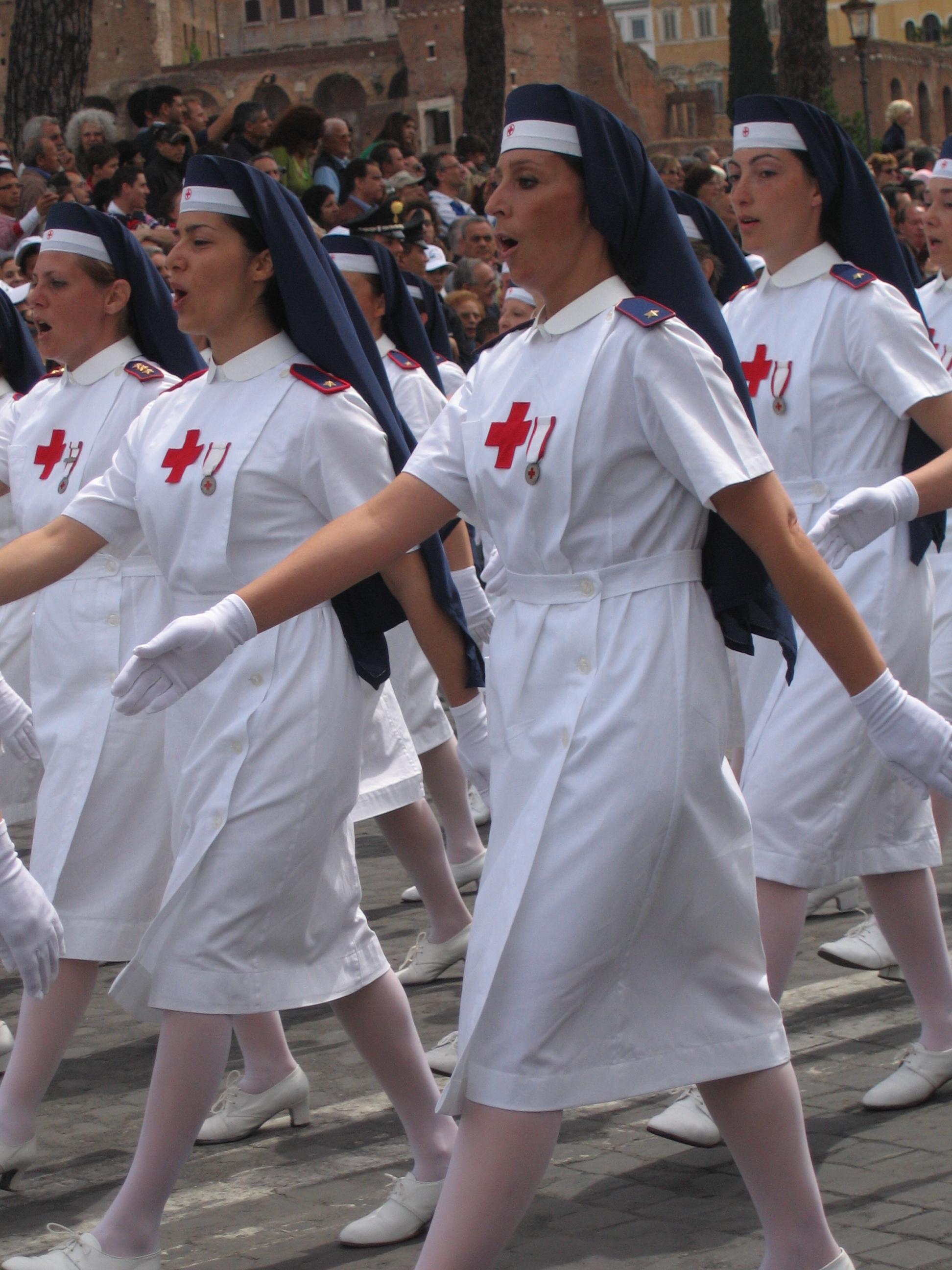
پرستاران ایتالیایی ۲۰۰۷.
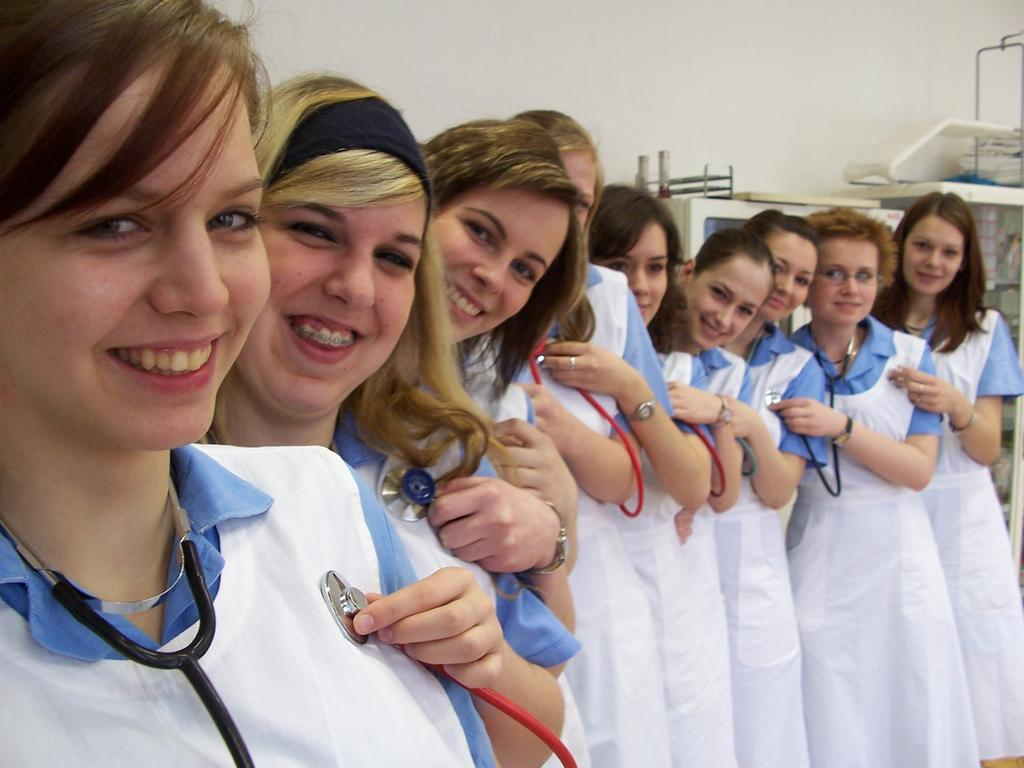
دانشجویان پرستاری چک ۲۰۰۶.
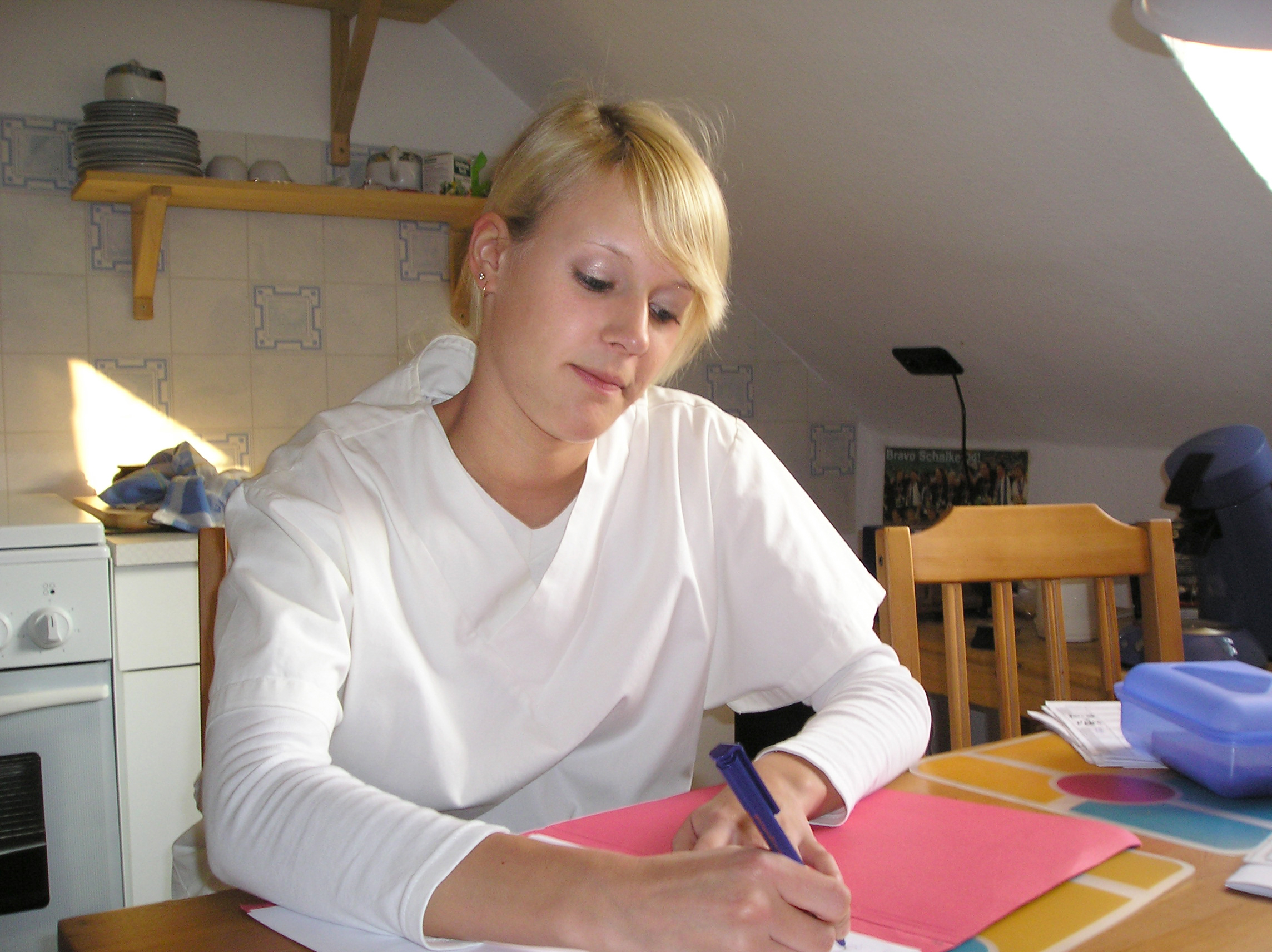
یک پرستار آلمانی ۲۰۰۵.
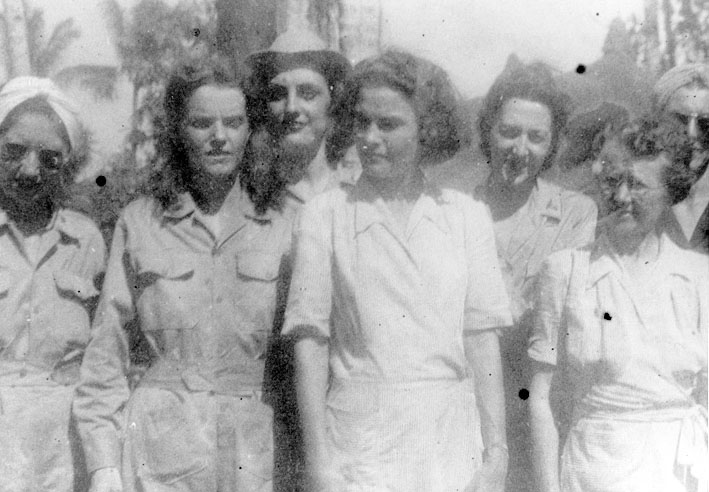
پرستاران آمریکایی که از کمپ سانتو توماس نجات داده شدند ۱۹۴۵.
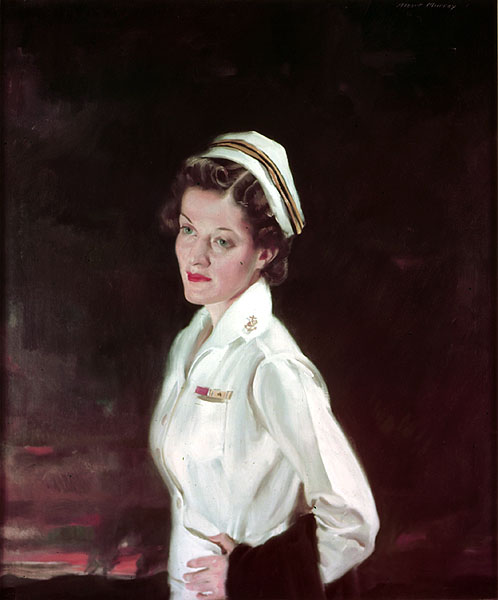
پرستار آمریکایی آن اگنز برناتیوس ۱۹۴۲.
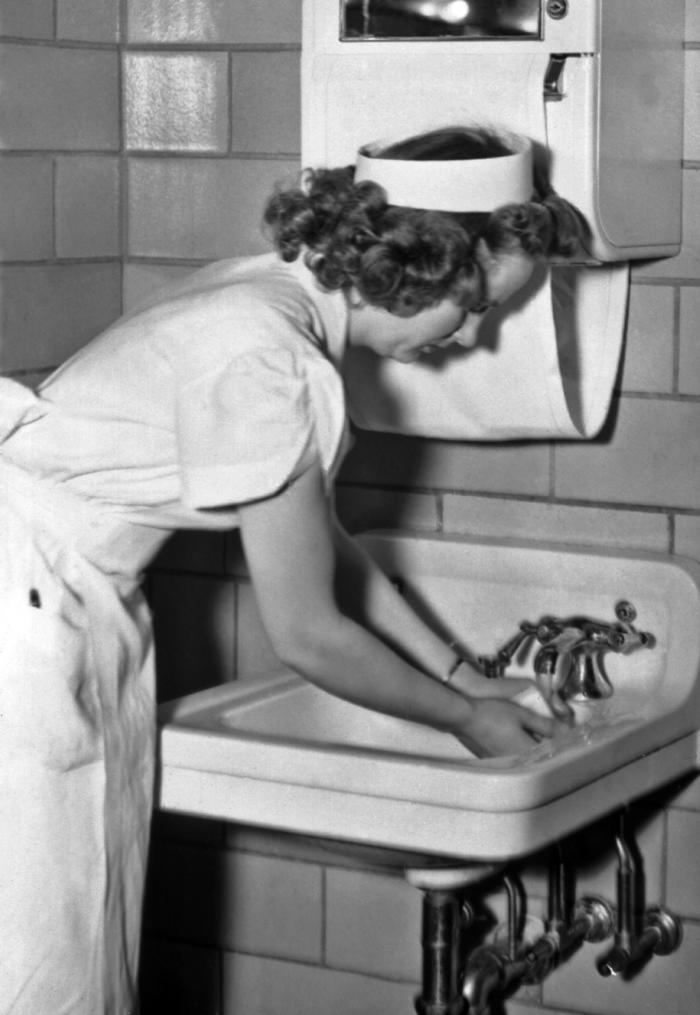
یک پرستار آمریکایی از مینه‌سوتا ۱۹۳۰.
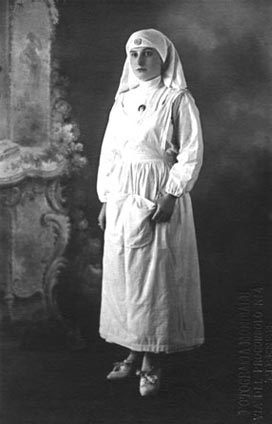
پرستار ایتالیایی ماریا والتورتا ۱۹۱۷.
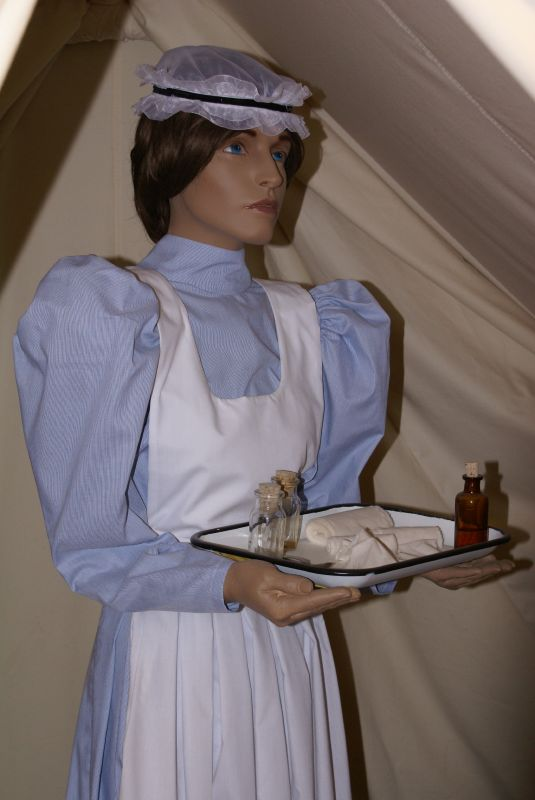
لباس فرم پرستاری انگلیسی ۱۹۰۰.
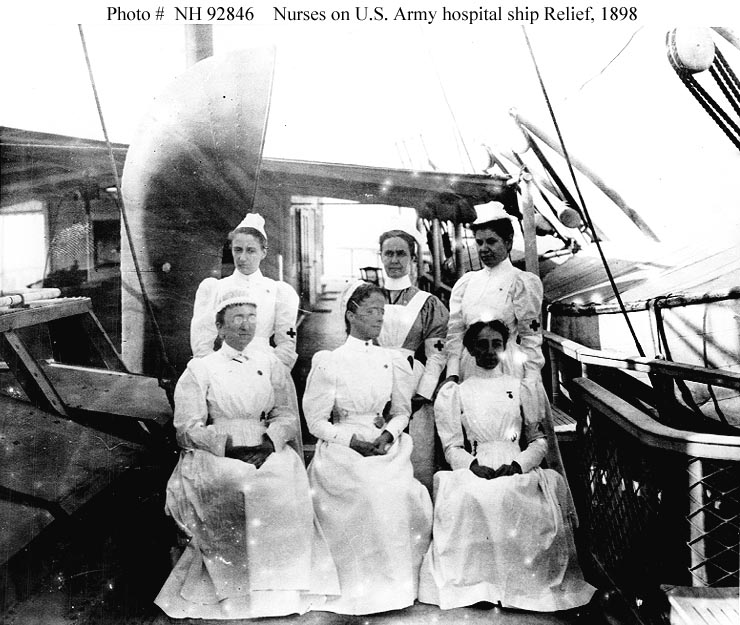
پرستار آمریکایی ۱۹۸۹.
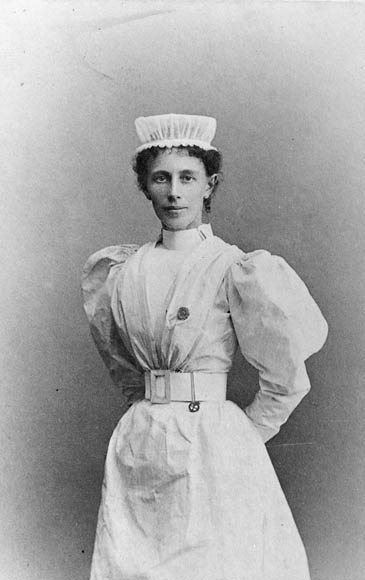
پرستار کانادایی جورجیا پوپ ۱۹۸۹.
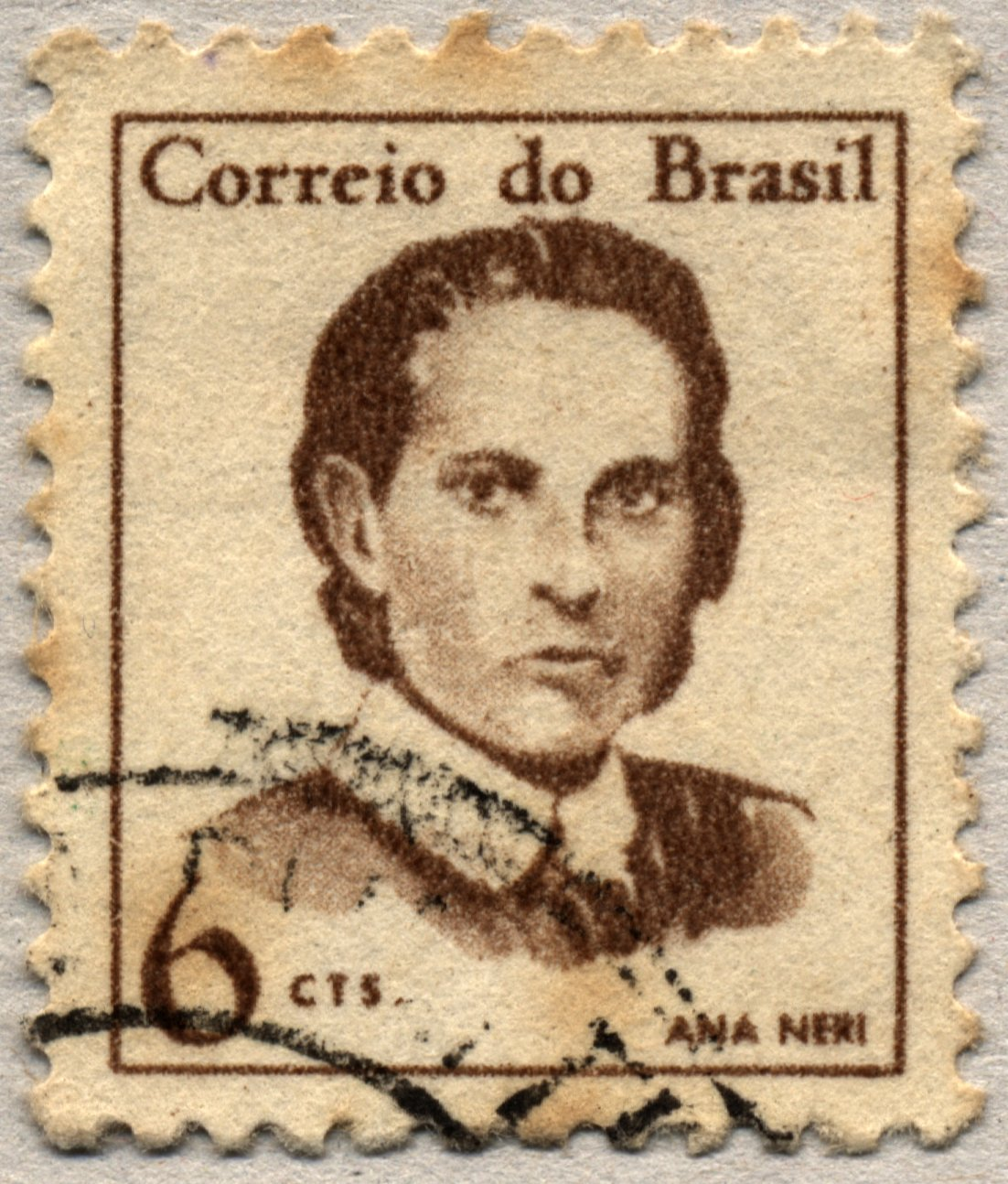
آنا نری پرستار پیش‌کسوت برزیلی که به خاطر تلاش‌هایش در جنگ پاراگوئه شناخته شده‌است.
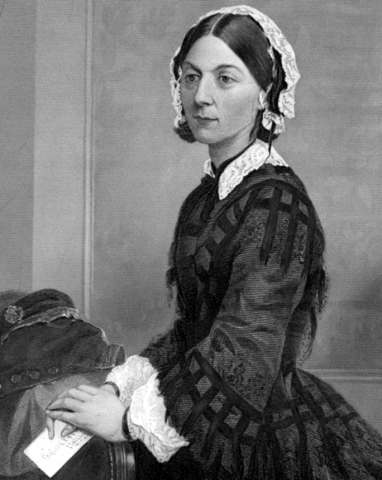
زمانی که فلورانس نایتینگل در جنگ کریمه فعال بود هیج لباس فرمی ایجاد نشده بود. پرستاری و آموزش اولین بار توسط او پس از تجربیاتش در مراقبت از مجروحان در این جنگ تعریف شدند.
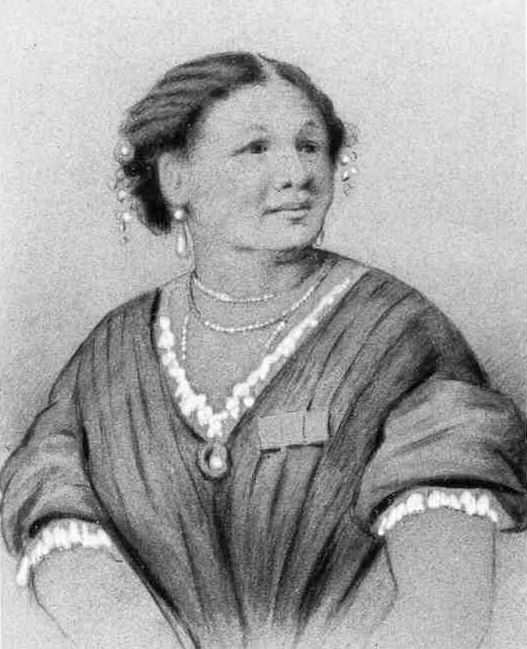
نقاشی از پرستار جامائیکایی ماری سیکول که یک آسایشگاه برای بیماران را در طی جنگ کریمه هدایت می‌کرد.
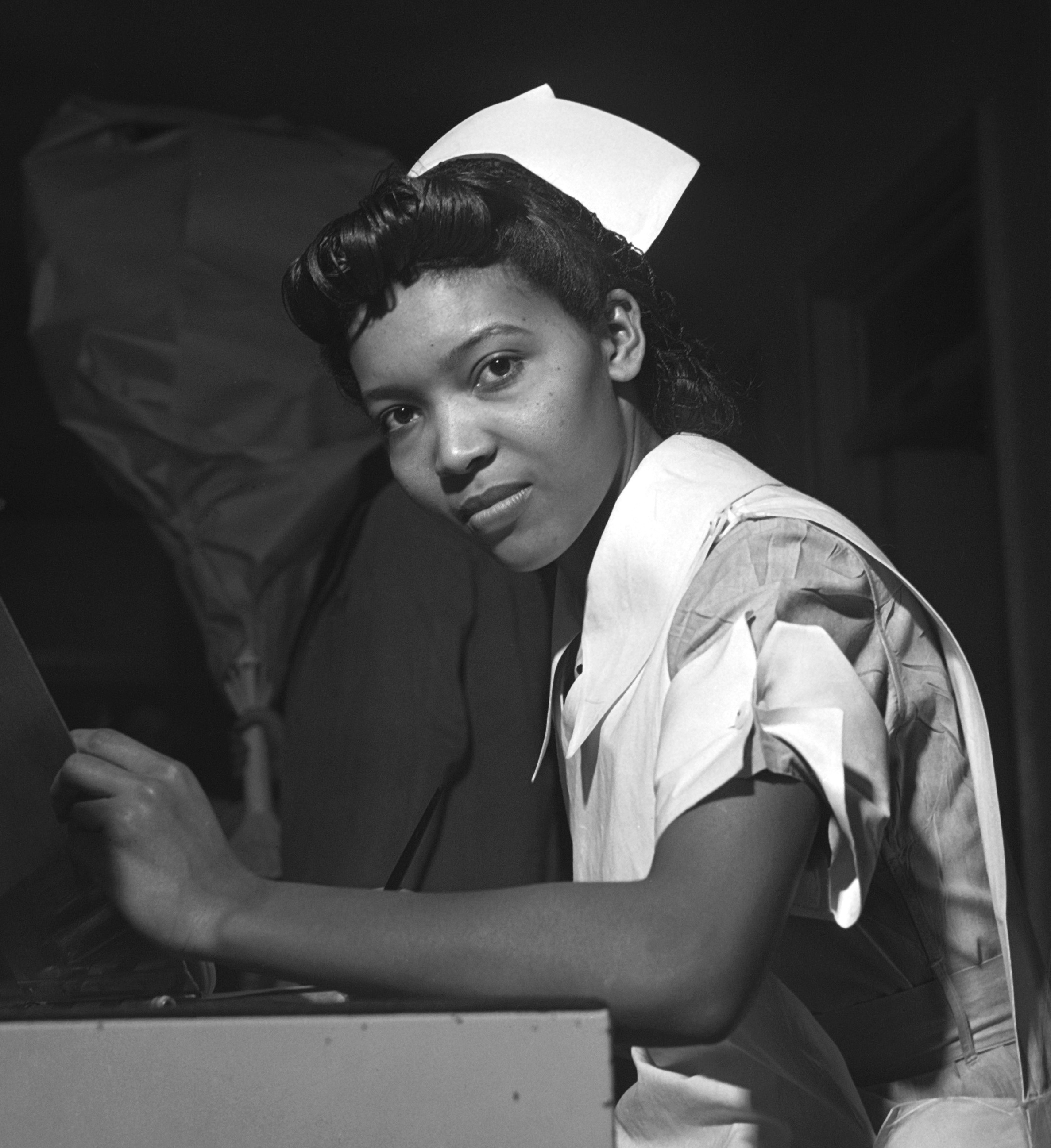
یک دانشجوی پرستاری در آمریکا ۱۹۴۲.
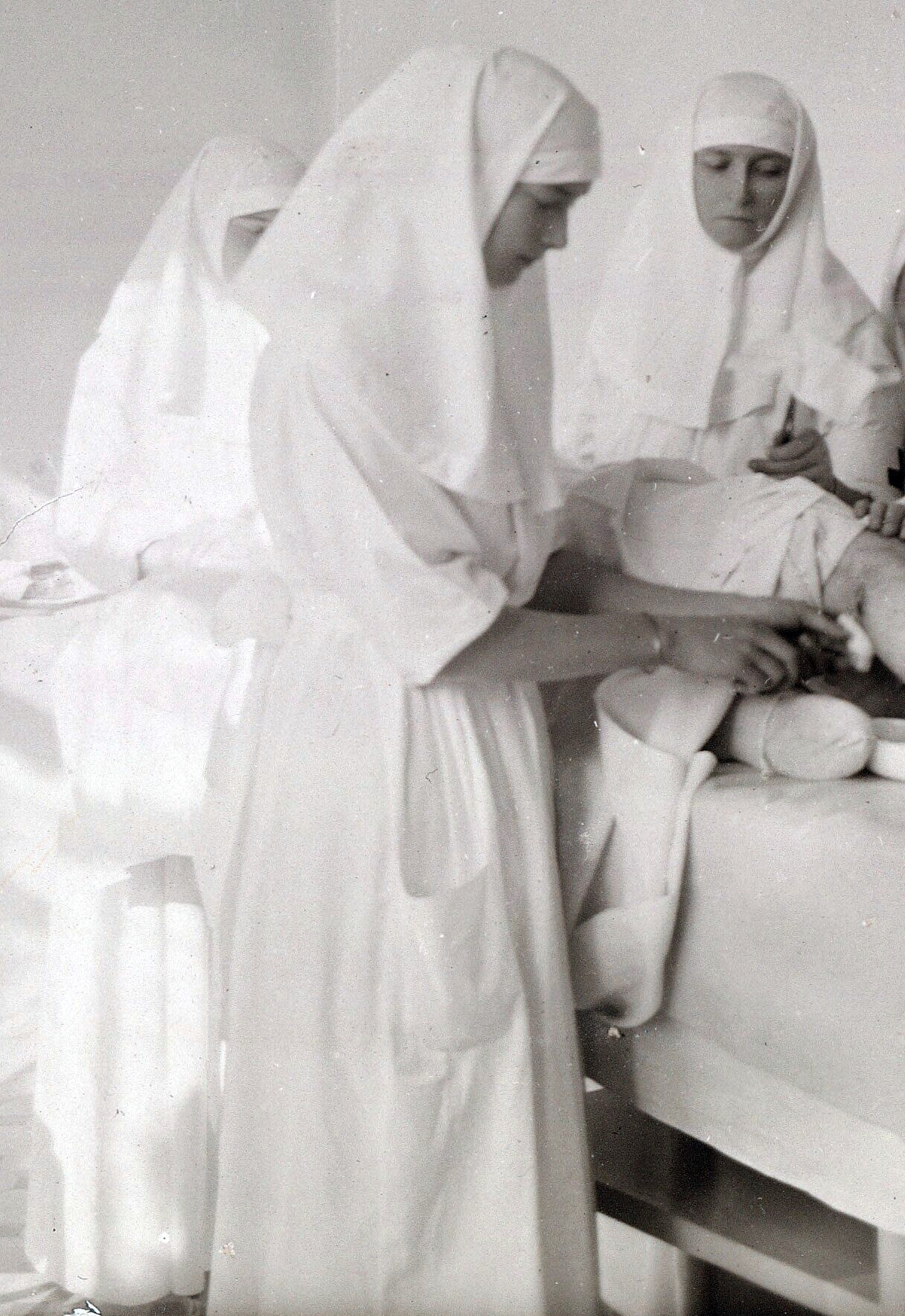
ملکه الکساندرا و دخترانش در حال پرستاری از بیماران، اوایل قرن بیستم.
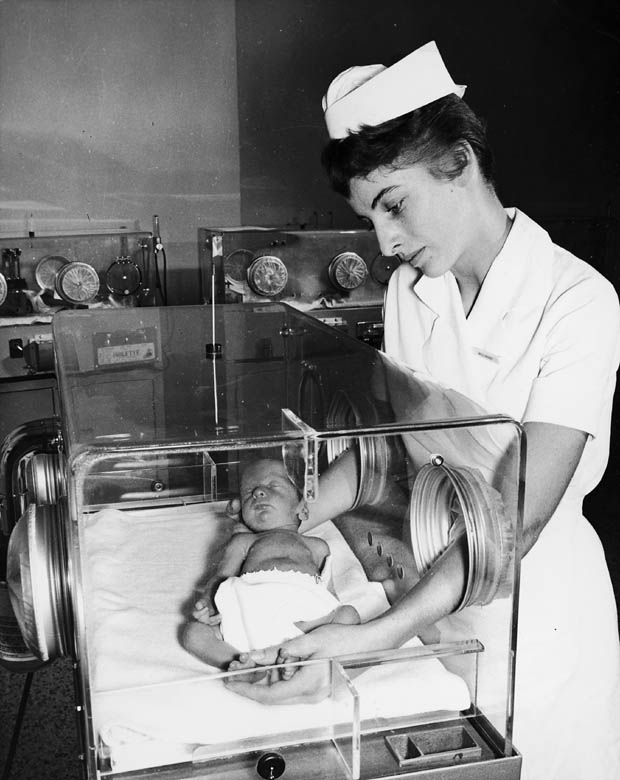
پرستاری در حال مراقب از یک نوزاد نارس، تورنتو، اونتاریو ۱۹۵۵.
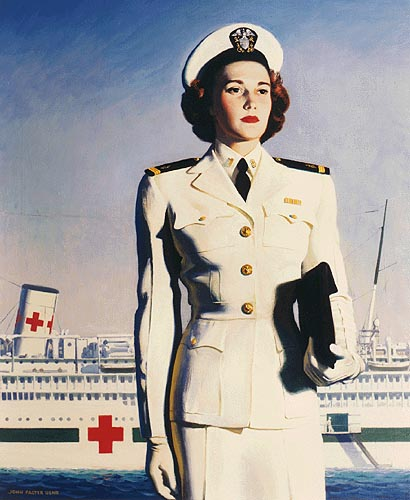
یک پوستر جذب نیروی نیروی دریایی آمریکا در جنگ جهانی دوم که یک پرستار نظامی را در یک کشتی بیمارستان نشان می‌دهد.

## واژه‌نامه
1. ↑  International Council of Nurses